# 上田剛士
上田 剛士（うえだ たけし、1968年〈昭和43年〉8月25日 - ）は、日本のミュージシャン、音楽プロデューサー、ベーシスト、ボーカリスト、マニピュレーター。ロックバンド・THE MAD CAPSULE MARKETSのメンバーでほぼ全ての楽曲とプロデュースを手がける。2008年からはソロユニット・AA=（エー・エー・イコール）として活動。神奈川県横浜市出身。既婚。

## 来歴
THE MAD CAPSULE MARKETS 以前
- THE MAD CAPSULE MARKETSのメンバーのKYONO、元メンバーで2005年サポートメンバーとしてツアー参加した児島実とは横浜時代の同級生であり、KYONO・児島が高校時代に、その前身バンド・BERRIEを結成。そのまもなく後に上田らが加入。当初は児島実（当時「室姫深」という名）がバンドのリーダーとなっていたが、1990年の児島脱退後は上田が現在まで長きにわたりリーダーとしてバンドを牽引している。
- 90年のレッド・ホット・チリ・ペッパーズの来日公演のオープニングアクトをつとめた際、彼らを気に入ったフリーとチャド・スミスが彼らのライブ中にステージからダイブをした逸話がある。

THE MAD CAPSULE MARKETS 期
- 1990年ドラムにモトカツが加入し、バンド名が THE MAD CAPSULE MARKETSになる。
- THE MAD CAPSULE MARKETSの楽曲のほとんどが彼の手による物で、PUNKを土台にミニストリー等の影響からのインダストリアル、スラッシュや多くの多くの音楽要素を取り入れ、SYSTEMATIC以降にはその後の上田剛士サウンドの代名詞となるデジタルロックを取り入れた。
- レイジ・アゲインスト・ザ・マシーンやプロディジー、ヘルメット等の多くのバンドと共演があり、アタリ・ティーンエイジ・ライオットやスリップノットのシド・ウィルソンとも交遊がある。
- PS2用ソフト「リッジレーサーV」（ナムコ）にBGMを提供した。提供曲は「DRFTDVL」。

- REMIXワークでは自らMADのリミックスを手がける他、YMOトリビュート（東風）、GODZILLA remixes（GODZILLA WALK）、WRENCH（FACT -TRASH REMIX-)、DELI（口車）、10FEET（4REST）、MERRY（ジャパニーズモダニスト Trash mix）等々。NITRO MICROPHONE UNDERGROUNDのメンバーDELIには「TIME 4 SOME ACTION」「SECRET EXPRESS」と2曲の楽曲提供とプロデュースも手がけている。
- 海外でも精力的に活動し、UK,EU,USツアーを成功。UKツアーではヘッドライナーとして２０００キャパの会場もソールドアウト、OZZFESTのメインステージに日本人初出演、DOWNLOAD fes出演と数々の記憶に残る活躍をした。

活動休止期
- 2005年9月、自身がプロデュースするウェアブランドFUZZ REZ ZWEEP（ファズ・レズ・ズウィープ）を発足。ブランド名は「激しく歪んだ電子音」という意味である。
- 10FEET、MERRYへREMIX曲を提供。
- ガールズブランド「Katie」10周年を記念したコンピレーションアルバム「PINK&BLACK」に「RADIO SWEETS」を楽曲提供した（ボーカルはLynchburg Lemonadeが担当）。

AA= 期
- 2005年のSUMMER SONIC出演後、バンドの活動が停止し3年間沈黙を続けていたが、2008年10月、ソロユニットAA=として音楽活動を再開。ユニット名はジョージ・オーウェル作「動物農場」の一文All animals are equalの略。

- 2009年2月25日、AA=として1stアルバム『#1』をcommmonsから発売。間髪を入れずに、ファーストアルバム「＃1』を従えて「TOUR#1」を敢行。2009年3月20日NAGOYA CLUB QUATTRO、2009年3月21日SHINSAIBASHI CLUB QUATTRO、2009年3月24日SHIBUYA-AX公演は全てソールドアウト。
- 2011年には古巣のSPEEDSTARレコードに移籍。現在までに４枚のアルバム、１枚のCDシングル、４曲のデジタルシングル、２枚のライブDVDを発表、ツアー、イベント出演と精力的に活動をしている。

- 2011年4月、東北地方太平洋沖地震の復興支援プロジェクトとしてAA= AiDを立ち上げ、7月1日にフリーダウンロード楽曲「We're not alone」を発表し、各団体への募金等、復興支援への行動を呼びかけた。同時にチャリティーTシャツの販売も行う。同年発売されたAA=のアルバム『#3』には同曲のAA=バージョンが収録され、この1曲分の印税・著作権印税が義援金として寄付されることとなった。AA=AiDの活動として現在までに５００万円を超える寄付をしている。

- 蜷川実花監督作品の映画「ヘルタースケルター」のエンディングテーマ曲として『The Klock』を提供。

- TAKESHI UEDA名義で、北原里英（AKB48）主演映画「ジョーカーゲーム」の音楽を担当。エンディング曲も提供。

- 新生アイドル研究会BiSにシングル曲「STUPiG」を楽曲提供＆プロデュース。

- BABYMETALの「ギミチョコ!!」楽曲提供＆サウンドアレンジ。

## 人物・活動概観
- THE MAD CAPSULE MARKETSの全ての楽曲をプロデュースし、作曲・編曲の大半は彼が手がけ、後期はほぼ全て彼の手によるものである。作詞の多くも手がけている。バッキング・ボーカル、シンセサイザーやプログラミング、一部においてギターも演奏し、メイン・ボーカルをとっている曲もある。AA=ではメイン・ボーカルもつとめる。『#3』では全曲自らボーカルを担当している。
- BERRIE時代（1990年頃まで）は「紅麗死異剛市」（死異の上に×）、1994年までは「CRA￥」（クレイ）、1998年までは「TAKESHI"￥"UEDA」と名乗っていた。現在の表記は上田剛士、もしくはTAKESHI UEDAとなっている。
- フェンダー製の自身のシグネチャー・モデルのベースが存在する。
- ただし、セッション・ベースプレイヤーとして他のミュージシャンのレコーディングに参加することはあまりない（例外的に参加しているのはSOFT BALLET、SCHAFTのアルバム）。
- ゲーマーであり、レコーディングの休憩はスタジオ内でよくTVゲームをして過ごす。RPGよりもスポーツゲームなどの類が好きで、MAD時代のファンクラブの会報でもウイニングイレブンに熱中している写真が載っていたことがあった。
- MADはBUCK-TICKと親交があり、特に今井寿にはメンバー共々初期の頃から目をかけてもらっていた。互いにルーツがYMOであるなど音楽性も共通したものを持っている。今井は上田のベースプレイを「シンベみたい」と評しており、MADのデビュー時のサウンドから既にデジタル的な要素を感じ取っていたという。
- また洋楽では、ミニストリーなどのインダストリアルメタルやアタリ・ティーンエイジ・ライオットのデジタルハードコアなどの影響も見られる。その他の好きなジャンルも多岐に渡り、ツアーの移動中はクラシックなども聴いているらしい。
- アタリ・ティーンエイジ・ライオットのアレック・エンパイアは彼のサウンドをデジタルハードコアのラモーンズと表現した。
- 弥勒菩薩が好きであり、旧友であるBALZACのHIROSUKE氏とともに京都によく訪れ、寺院を回るなどを行っていた。
- 自身も、幼少の頃仏教系の保育園に通っていたことから、仏教に対して身近に思っているとも語る。
- THE MAD CAPSULE MARKETSのワールドツアー時に、戦争の影響を目の当たりにしたことから、平和に対する意識が変わったとも語る。
- かつてはそうではなかったが、現在は、殆ど飲酒をしない。また、喫煙もしない。
- 大のサッカーファンとしても知られており、イングランドのフットボールクラブであるマンチェスター・ユナイテッドの大ファンである。自身のツイッターでも度々、ユナイテッドについて呟いている。

## ディスコグラフィー
THE MAD CAPSULE MARKETSの作品については同項目を参照。

### AA=

#### アルバム
| #   | タイトル                  | 作詞 | 作曲・編曲 | 時間 |
| --- | ------------------------- | ---- | ---------- | ---- |
| 1.  | 「4LEGS GOOD, 2LEGS BAD」 |      |            | 3:30 |
| 2.  | 「I HATE HUMAN」          |      |            | 2:48 |
| 3.  | 「PEACE!!!」              |      |            | 4:31 |
| 4.  | 「FREEDOM」               |      |            | 4:36 |
| 5.  | 「LOSER」                 |      |            | 3:46 |
| 6.  | 「ROOTS」                 |      |            | 4:02 |
| 7.  | 「ALL ANIMALS ARE EQUAL」 |      |            | 4:29 |
| 8.  | 「＜ELECTRIK-ZWEEP＞」    |      |            | 3:15 |
| 9.  | 「ELECTRIK」              |      |            | 3:42 |
| 10. | 「PEOPLE KILL PEOPLE」    |      |            | 3:11 |
| 11. | 「STARRY NIGHT」          |      |            | 3:54 |
| 12. | 「NEW HELLO」             |      |            | 4:12 |
| 13. | 「R.I.P.」                |      |            | 2:53 |

| #   | タイトル                   | 作詞 | 作曲・編曲 | 時間 |
| --- | -------------------------- | ---- | ---------- | ---- |
| 1.  | 「prologue {2+2=4}」       |      |            | 2:39 |
| 2.  | 「2010 DIGItoTALism」      |      |            | 3:15 |
| 3.  | 「INDUSTRIAL」             |      |            | 3:23 |
| 4.  | 「BASS JUNKEES」           |      |            | 4:19 |
| 5.  | 「GREED...」               |      |            | 4:09 |
| 6.  | 「meVIR」                  |      |            | 3:34 |
| 7.  | 「BPMaster」               |      |            | 3:12 |
| 8.  | 「4 leaf clover」          |      |            | 4:47 |
| 9.  | 「TEKNOT」                 |      |            | 4:14 |
| 10. | 「F」                      |      |            | 2:29 |
| 11. | 「FREEZE」                 |      |            | 2:54 |
| 12. | 「epilogue {sonata no.8}」 |      |            | 2:43 |

| #   | タイトル                       | 作詞 | 作曲・編曲 | 時間 |
| --- | ------------------------------ | ---- | ---------- | ---- |
| 1.  | 「#3 INTRO」                   |      |            | 1:18 |
| 2.  | 「WORKING CLASS」              |      |            | 3:53 |
| 3.  | 「DISTORTION」                 |      |            | 3:07 |
| 4.  | 「posi - JUMPER」              |      |            | 3:33 |
| 5.  | 「sTEP COde」                  |      |            | 4:01 |
| 6.  | 「Dry your tears」             |      |            | 4:57 |
| 7.  | 「coLors」                     |      |            | 4:12 |
| 8.  | 「Sunshine glow」              |      |            | 3:38 |
| 9.  | 「PEOPLE POWER」               |      |            | 2:31 |
| 10. | 「DREAMER」                    |      |            | 3:37 |
| 11. | 「We're not alone (AA= Ver.)」 |      |            | 4:35 |
| 12. | 「#3 OUTRO」                   |      |            | 1:53 |

| #  | タイトル              | 作詞 | 作曲・編曲 | 時間 |
| -- | --------------------- | ---- | ---------- | ---- |
| 1. | 「DRONE」             |      |            | 3:50 |
| 2. | 「WARWARWAR -# Mix-」 |      |            | 3:33 |
| 3. | 「VICIOUSNESS」       |      |            | 3:54 |
| 4. | 「WILL」              |      |            | 3:25 |
| 5. | 「DISTRAP」           |      |            | 3:07 |
| 6. | 「PRG」               |      |            | 4:02 |
| 7. | 「KILROY WAS HERE」   |      |            | 4:12 |

| Repeat: |                               |      |            |      |
| #       | タイトル                      | 作詞 | 作曲・編曲 | 時間 |
| 1.      | 「HUMANITY2 -4 Mix-」         |      |            | 3:18 |
| 2.      | タイトルなし                  |      |            | 2:50 |
| 3.      | 「The Jam」                   |      |            | 3:34 |
| 4.      | 「Path of the arrow」         |      |            | 2:33 |
| 5.      | 「Lasts」                     |      |            | 3:50 |
| 6.      | 「The Klock (New Recording)」 |      |            | 4:30 |
| 7.      | 「Endroll」                   |      |            | 2:23 |

#### 配信限定
- PEACE!!!（2008年10月20日）

#### DVD
|     | 発売日        | タイトル            | 規格品番   | 備考             |
| --- | ------------- | ------------------- | ---------- | ---------------- |
| 1st | 2009年9月2日  | TOUR #1             | RZBM-46318 | オリコン最高62位 |
| 2nd | 2013年2月13日 | TOUR #3 ver.1.0+2.0 | VIBL-658   | オリコン最高26位 |

### AA= AiD
- We're not alone（2011年7月1日〜2012年6月30日）フリーダウンロード
参加ミュージシャン
  - 難波章浩（Hi-STANDARD）、ハヤシ（POLYSICS）、HIROSUKE（BALZAC）、K（Pay money To my Pain）、Kj（Dragon Ash）、Masato（coldrain）、SUGA（dustbox）、生形真一（Nothing's Carved In Stone）、白川貴善、児島実、金子統昭

### TAKESHI UEDA（AA=）

#### アルバム
1. ORIGINAL SOUNDTRACK with JOKER GAME（2012年12月19日）
収録楽曲「executioner」は、北原里英（AKB48）主演映画「ジョーカーゲーム」主題歌

### 楽曲提供
| 発売日         | タイトル                                                                  | 規格品番 | 収録曲                                                                                               | 備考                           |
| -------------- | ------------------------------------------------------------------------- | --- | --- | ------------------------------ |
| 1999年11月3日  | YMO-REMIXES TECHNOPOLIS2000-1                                             | VICL-60483 | [東風]をリミックス提供                                                                               | オリコン最高25位、登場回数4回  |
| 1999年11月20日 | DESTROY THE MONSTERS millemium GODZILLA remixs                            | COCP-50197 | [GODZILLA WALK]をリミックス提供                                                                      | 日本コロムビア                 |
| 2000年3月4日   | RIDGE RACER V                                                             | AICT-138 | バンダイナムコゲームスよりリリースされた「RIDGE RACER V」の劇中BGMにゲストアーティストとして楽曲参加 | オリコン最高76位               |
| 2003年1月22日  | WRENCH「OVERFLOW」                                                        | VICL-61063 VIZL-73 | 「FACT」TRASH REMIXをリミックス提供                                                                  | オリコン最高82位、登場回数3回  |
| 2005年9月7日   | DELI「TIME 4 SOME ACTION」                                                | CTCR-14438/B | 「TIME 4 SOME ACTION」、「SECRET EXPRESS」を楽曲提供 「口車」をリミックス提供                        | オリコン最高76位、登場回数3回  |
| 2006年4月19日  | 10-FEET「6-feat」                                                         | UPCH-1478 | 「4REST」..Kawasaki electro academy名義で参加                                                        | オリコン最高20位、登場回数5回  |
| 2006年12月6日  | MERRY「コールing」                                                        | VICL-36187 VICL-36188 | 「ジャパニーズモダニスト」Trash mixをリミックス提供                                                  | オリコン最高27位、登場回数3回  |
| 2007年7月25日  | ガールズブランド「Katie」10周年記念コンピレーションアルバム「PINK&BLACK」 | VICL-62429 VIZL-245 | 「RADIO SWEET」を楽曲提供                                                                            | オリコン最高172位              |
| 2009年8月21日  | BALZACミニアルバム「PARADOX」                                             | PX-195 | プロデューサーとして参加                                                                             | ディスク・ユニオン             |
| 2010年12月1日  | ロマンチスト〜THE STALIN・遠藤ミチロウTribute Album〜                     | BVCL-148 | 「先天性労働者」をカバー                                                                             | オリコン最高54位               |
| 2014年1月22日  | 新生アイドル研究会BiS「STUPiG」                                           | AVCD-48839/B AVCD-48840/B AVCD-48841 | 楽曲提供＆プロデュース                                                                               | オリコン最高7位                |
| 2014年2月26日  | BABYMETAL「BABYMETAL」                                                    | TFCC-86461 | 「ギミチョコ!!」楽曲提供＆サウンドアレンジ                                                           | オリコン最高4位、登場回数130回 |
| 2016年4月1日   | BABYMETAL「METAL RESISTANCE」                                             | TFCC-86546 | 「あわだまフィーバー」楽曲提供＆サウンドアレンジ                                                     | オリコン最高2位、登場回数48回  |
| 2020年5月29日  | M4 SOPMODII (田村ゆかり) 「add ME」                                       | VICL-65416 VIZL-1792 NZS-812～815 | 「ドールズフロントライン」キャラクターソング 楽曲提供＆プロデュース                                  |                                |
| 2023年4月26日  | 愛美「MAGICAL DESTROYER」                                                 | KICM-92133（初回限定盤） KICM-2133（通常盤） ECB-1594（キンクリ堂限定JUN INAGAWAコラボセット・Lサイズ） ECB-1595（キンクリ堂限定JUN INAGAWAコラボセット・XXLサイズ） | 表題曲の作曲、編曲、サウンド・プロデュースを担当。                                                   | オリコン最高21位、登場回数3回  |

## 音楽担当
2022年
- TVアニメ「錆喰いビスコ」

2024年
- Webアニメ「餓狼伝: The Way of the Lone Wolf」

## ミュージックビデオ
| 監督         | 曲名 |
| 喜田夏記     | 「FREEDOM」「LOSER」「PEACE!!!」                                                                                                   |
| 近藤廣行     | 「GREED...」 |
| 出口晶崇     | 「HUMANITY2」「Lasts」「The Klock」「The Klock -clean ver.-」「WARWARWAR」「“WORKING CLASS”TOUR #3 at AKASAKA BLITZ -2012.05.10-」 |
| 中村ムニエル | 「We're not alone」 |
| 番場秀一     | 「sTEP COde」「the short film AA= #3」                                                                                             |
| maxilla      | 「WILL」 |
| 松本剛       | 「ALL ANIMAL ARE EQUAL」「ROOTS from DVD「TOUR#1」」                                                                               |

## 主なライブ

### ワンマンライブ・主催イベント
- 2009年 - TOUR #1
- 2010年 - #2 Release Special Live
- 2010年 - TOUR #2
- 2012年 - TOUR #3
- 2012年 - TOUR #3 ver2.0
- 2013年 - Digital single release special live WAR3-HUMAN2 NIGHT
w/Minoru Kojima/TAKAYOSHI SHIRAKAWA/ZAX
- 2014年 - TOUR #4

### 出演イベント
- 2008年12月30日,31日 - COUNTDOWN JAPAN 08/09
- 2009年08月02日 - ROCK IN JAPAN FESTIVAL 2009
- 2009年08月08日,09日 - SUMMER SONIC 2009
- 2010年05月16日 - BEA presents F-X 2010
- 2010年08月07日,08日 - SUMMER SONIC 2010
- 2010年08月13日 - RISING SUN ROCK FESTIVAL 2010 in EZO
- 2010年08月29日 - RUSH BALL 2010
- 2010年12月30日 - COUNTDOWN JAPAN 10/11
- 2012年08月03日 - ROCK IN JAPAN FESTIVAL 2012
- 2012年08月08日 - Livemasters &CREATIVEMAN presents 【VOL.0】
- 2012年09月15日 - AIR JAM 2012
- 2012年09月23日 - BUCK-TICK FEST 2012 ON PARADE
- 2012年12月07日 - MAN WITH A MISSION MASH UP THE WORLD TOUR
- 2012年12月11日～21日 - Boo Xmas TOUR 2012
- 2013年01月18日 - SPEEDSTAR RECORDS 20th Anniversary Live ～LIVE the SPEEDSTAR 20th～
- 2013年05月12日 - Ozzfest Japan 2013
- 2013年11月01日 - dustbox Care Package TOUR 2013
- 2013年12月28日 - RADIO CRAZY 2013
- 2013年12月31日 - COUNTDOWN JAPAN 13/14
- 2014年04月19日 - MONSTER ENERGY OUTBURN TOUR 2014
- 2014年04月26日 - ARABAKI ROCK FEST.14
- 2014年05月01日 - New Audiogram ver.7.4
- 2014年07月29日 - MUSIC ON! TV presents GG14
- 2014年08月15日 - RISING SUN ROCK FESTIVAL 2014 in EZO
- 2014年11月16日 - KNOTFEST JAPAN 2014
- 2014年11月23日 - J 2014 SPECIAL LIVE Akasaka BLITZ 5DAYS -LIKE A FIRE WHIRL-
- 2014年12月31日 - COUNTDOWN JAPAN 14/15